# Моїзм

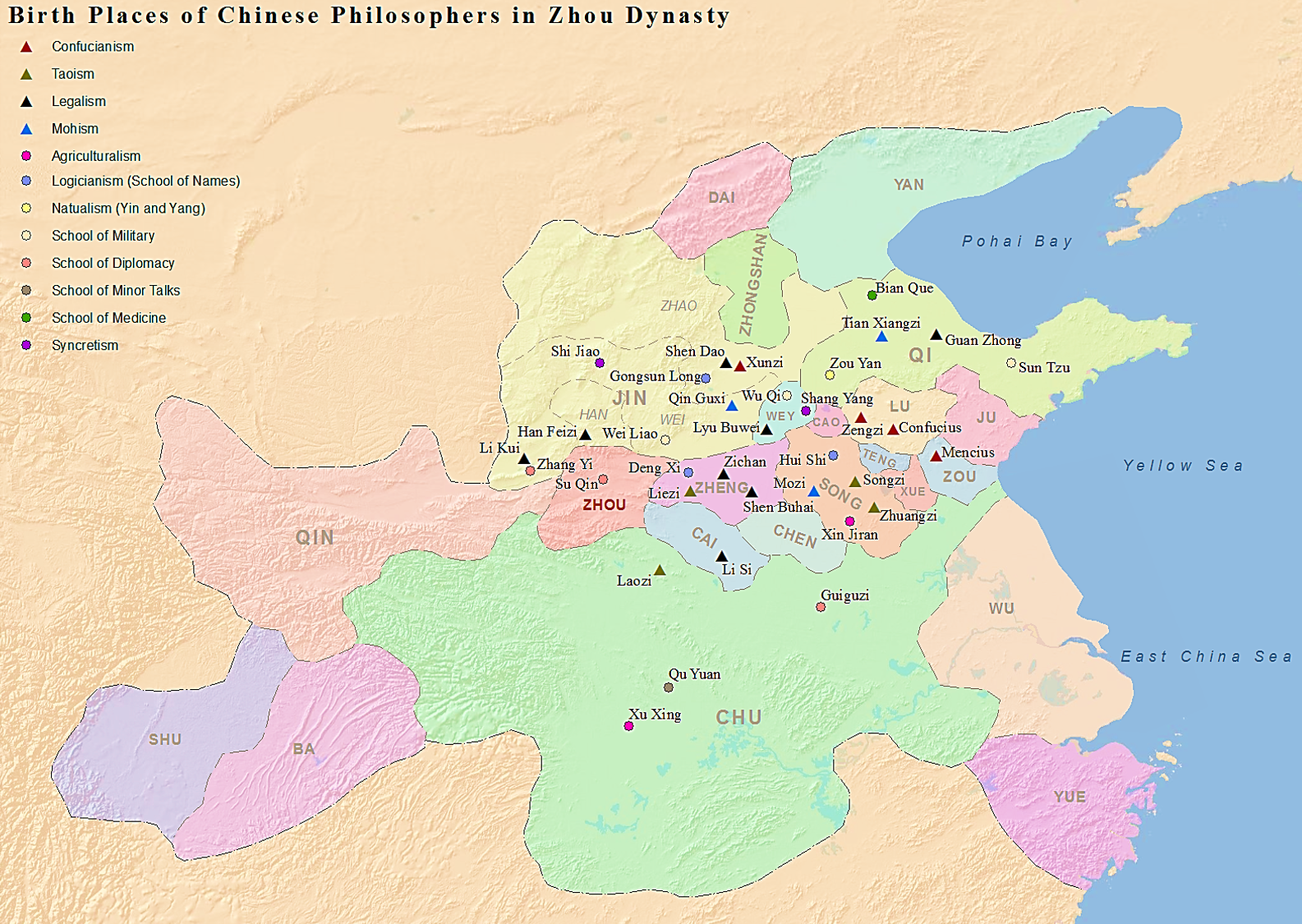
Карта древньокитайських князівств VII—V сторіч до н. е. з позначеними місцями народження філософів «Ста шкіл». Моїсти виділені блакитними трикутниками

Мої́зм ( --) (墨家) — давньокитайська філософська школа, яка розробляла програму удосконалення суспільства через знання. Засновник філософської школи — давньокитайський мислитель Мо-цзи.
У V–III ст. до н. е. моїзм становив серйозну конкуренцію конфуціанству як панівної ідеології Китаю. Мо-цзи вважав конфуціанські обряди та церемонії марнотратством казенних коштів і закликав до особистої покірності волі небес. Якщо Конфуцій проводив розходження між любов'ю до родини і батькам і любов'ю до інших ближніх, Мо-цзи закликав однаково любити всіх без відмінності. Зразком вірності принципу всезагальної любові моїсти вважали Великого Юя — легендарного правителя давнини, який приборкав потоп. Всупереч конфуціанству стверджувалося, що передвизначень волі не існує. Мо-цзи виступав проти загарбницьких війн, проповідував мир між державами. Моїсти розробляли логіку та теорію пізнання. Стверджували об'єктивне існування речей поза нашою свідомістю. Знання — результат зусиль наших почуттів і мислення.
З розгорнутою критикою моїзму виступив конфуціанець Мен-цзи.
Одним з важливих джерел для вивчення поглядів моїстів на проблеми пізнання та перевірку істинності міркувань є розділ «Сяоцюй» («Малий вибір») твору «Мо-цзи». У двотомнику давньокитайської філософії є російський переклад розділу, здійснений М. Л. Тітаренко. Схематизований за допомогою структурного методу текст і переклад розділу «Сяоцюй» подано в книзі В. С. Спіріна «Побудова давньокитайських текстів».

## Твори
- Древнекитайская философия. Собрание текстов в двух томах. Т.2. М., «Мысль», 1973. С.94-98.
- Спирин В. С. Построение древнекитайских текстов. СПб., 2006. С.156-163.